# Танака Юка
Танака Юка (нар. 21 серпня 1974) — колишня японська тенісистка.
Найвищу одиночну позицію світового рейтингу — 319 місце досягла 29 листопада 1993, парну — 159 місце — 10 квітня 1995 року.
Здобула 1 одиночний та 8 парних титулів.

## Фінали ITF
| турніри $25,000 |
| турніри $10,000 |

### Одиночний розряд: 2 (1–1)
| Результат | Ранг | Дата           | Турнір                      | Покриття | Суперниця        | Рахунок       |
| --------- | ---- | -------------- | --------------------------- | -------- | ---------------- | ------------- |
| Поразка   | 1.   | 18 жовтня 1993 | ITF Куґаяма, Японія         | Тверде   | Мамі Доносіро    | 6–4, 3–6, 1–6 |
| Перемога  | 1.   | 28 серпня 1995 | ITF Маріна ді Масса, Італія | Ґрунт    | Моніка Гульєльмі | 1–6, 6–3, 6–2 |

### Парний розряд: 15 (8–7)
| Результат | Ранг | Дата              | Турнір                      | Покриття | Партнерка        | Суперниці                        | Рахунок          |
| --------- | ---- | ----------------- | --------------------------- | -------- | ---------------- | -------------------------------- | ---------------- |
| Перемога  | 1.   | 8 липня 1991      | ITF Дублін, Ірландія        | Ґрунт    | Токіва Сідзука   | Джульєт Дрю Джулі Велш           | 6–2, 6–4         |
| Поразка   | 1.   | 5 жовтня 1992     | ITF Куросіо, Японія         | Тверде   | Доносіро Мамі    | Хосокі Юко Наоко Кадзімута       | 2–6, 4–6         |
| Перемога  | 2.   | 10 жовтня 1993    | ITF Ібаракі, Японія         | Тверде   | Мотідзукі Хіроко | Майя Авотінс Ліза Макші          | 4–6, 6–3, 7–6    |
| Перемога  | 3.   | 18 жовтня 1993    | ITF Куґаяма, Японія         | Тверде   | Доносіро Мамі    | Ендо Мана Янагі Масако           | 6–3, 6–3         |
| Перемога  | 4.   | 20 червня 1994    | ITF Вальядолід, Іспанія     | Ґрунт    | Мотідзукі Хіроко | Ганнеке Кетеларс Ленка Немечкова | 6–0, 4–6, 6–2    |
| Перемога  | 5.   | 10 жовтня 1994    | ITF Куросіо, Японія         | Тверде   | Кім Іль Сун      | Park In-sook Сасано Йосіко       | 6–1, 6–1         |
| Поразка   | 2.   | 31 жовтня 1994    | ITF Саґа, Японія            | Трава    | Доносіро Мамі    | Їда Ей Луїс Флемінг              | 3–6, 6–7(2)      |
| Поразка   | 3.   | 14 листопада 1994 | ITF Буенос-Айрес, Аргентина | Ґрунт    | Патрісія Маркова | Лаура Монтальво Мерседес Пас     | 4–6, 3–6         |
| Поразка   | 4.   | 21 листопада 1994 | ITF Ла-Плата, Аргентина     | Ґрунт    | Патрісія Маркова | Віраг Чурго Петра Мандула        | 6–7, 5–7         |
| Поразка   | 5.   | 6 травня 1996     | ITF Сеул, Південна Корея    | Ґрунт    | Хосокі Юко       | Кетрін Берклей Керрі-Енн Г'юз    | 6–4, 0–6, 3–6    |
| Перемога  | 6.   | 3 червня 1996     | ITF Тайчжун, Тайвань        | Тверде   | Асагое Сінобу    | Хотта Томое Сатіе Умехара        | 6–0, 6–1         |
| Перемога  | 7.   | 30 вересня 1996   | ITF Ibaraki 1, Японія       | Тверде   | Наґатомі Кейко   | Ісіда Кейко Ядзава Кійоко        | 3–6, 6–3, 7–5    |
| Поразка   | 6.   | 7 жовтня 1996     | ITF Ibaraki 2, Японія       | Тверде   | Наґатомі Кейко   | Гейл Біггс Ліза Макші            | 7–5, 3–6, 3–6    |
| Перемога  | 8.   | 21 жовтня 1996    | ITF Кіото, Японія           | Килим    | Наґатомі Кейко   | Гейл Біггс Ліза Макші            | 7–6(4), 2–6, 6–2 |
| Поразка   | 7.   | 28 жовтня 1996    | ITF Саґа, Японія            | Трава    | Мотідзукі Хіроко | Деніелл Джонс Тамарін Танасугарн | 2–6, 3–6         |